# Villanueva del Arzobispo
Villanueva del Arzobispo is een gemeente in de Spaanse provincie Jaén in de regio Andalusië met een oppervlakte van 178 km². Villanueva del Arzobispo telt 8.447 inwoners (1 januari 2016).

## Demografische ontwikkeling
Bron: INE; 1857-2011: volkstellingen